# Norbert van Bloemen

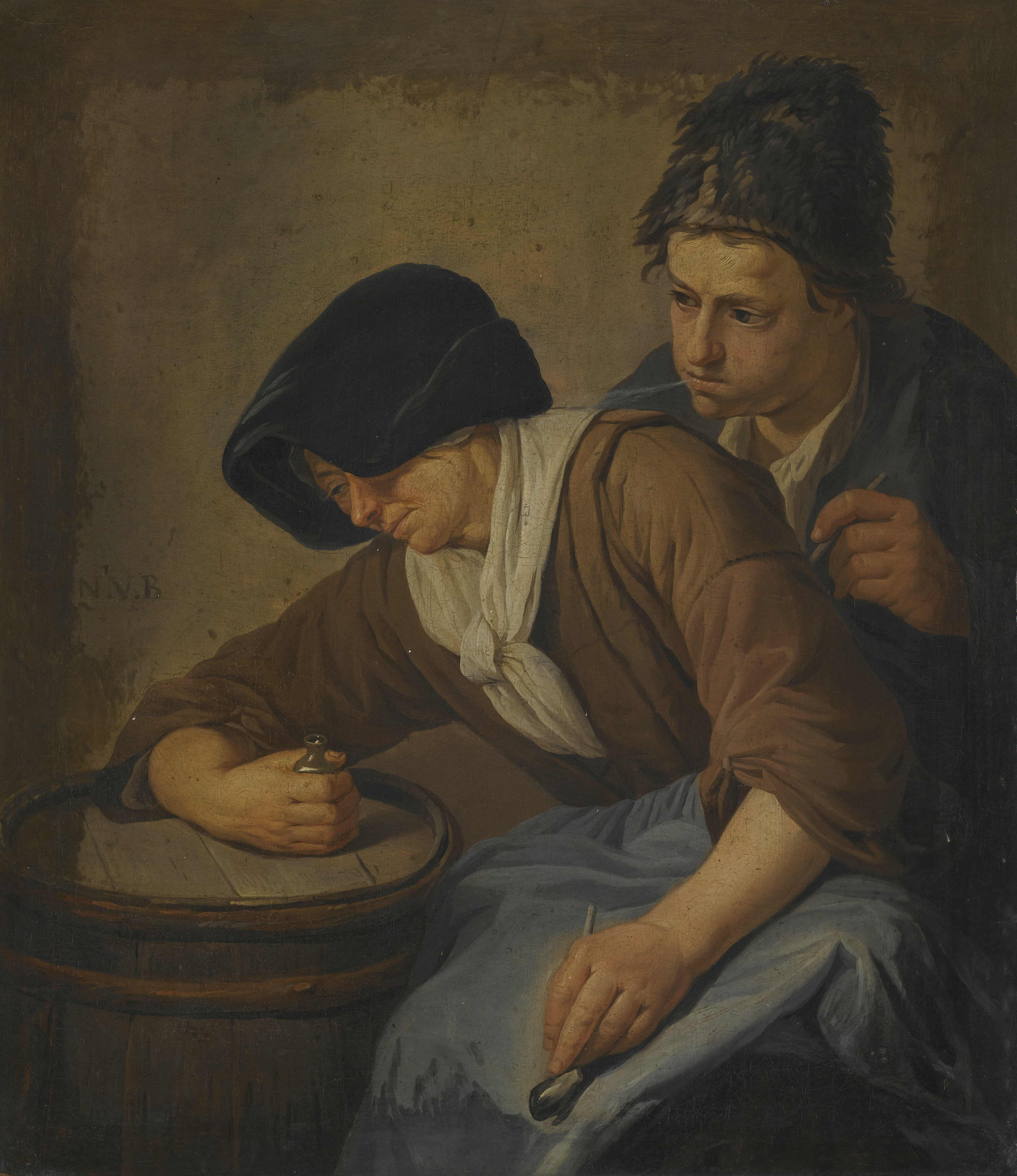
Interiér s kouřícím mužem a ženou

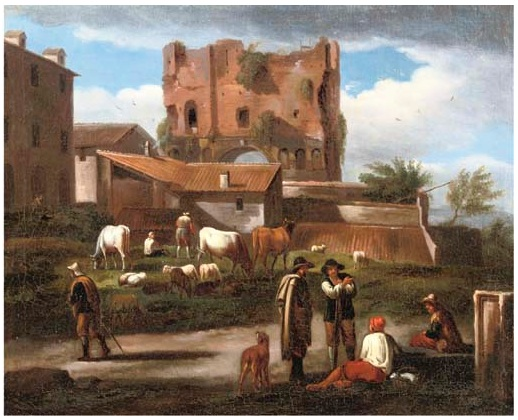
Rozhovor pastevců

Norbert van Bloemen  Cefalus nebo Cephalos, někdy také Norbertus van Bloemen či Nolbertus van Bloemen (1670, Antverpy – 1746, Amsterdam) byl vlámský malíř a návrhář, který pracoval hlavně v Itálii a v Nizozemsku. Jeho krajiny připomínají italskou krajinu, jeho žánrové scény jsou malovány ve stylu Bamboccianti. Maloval také portréty a obrazy s historickými náměty. Byl jedním z učitelů Cornelise Ploos van Amstel v Amsterdamu.

## Život
Norbert van Bloemen se narodil v Antverpách jako mladší bratr Pietera a Jana Franse van Bloemen, kteří byli úspěšnými malíři v Itálii a v Antverpách. Norberta učil malovat jeho starší bratr Pieter, ale mohl mít i další učitele, protože Pieter v roce 1674 odcestoval do Lyonu. V Lyonu se k němu později připojil i Jan Frans a spolu odcestovali do Říma, kde byli v roce 1688 zaregistrováni ve farnosti Sant'Andrea delle Fratte. V roce 1690 se Norbert připojil ke svým dvěma bratrům v Římě, není ale jisté, zda v Sant'Andrea delle Fratte žil spolu s nimi.
Norbert se stal členem skupiny Bentvueghels, sdružení převážně holandských a vlámských umělců působících v Římě. V Bentvueghels byla běžná praxe dát každému členovi přezdívku, tzv. "Ohnuté jméno". Norbertovo ohnuté jméno bylo Cephalus nebo Cephalos. Důvod, proč byl pojmenován po tomto řeckém mytologickém hrdinovi není znám.
Roku 1724 opustil Norbert Řím, kde zůstal jen jeho bratr Jan Frans, neboť Pieter se už roku 1694 vrátil do rodných Antverp. Norbert se také nejprve vrátil do Antverp, ale nezůstal ve svém rodišti - možná proto, že tam neměl komerční úspěch. Odešel žít a pracovat do Amsterdamu, kde zůstal až do své smrti.

## Dílo
Norbert van Bloemen se nezabýval pouze krajinomalbou či žánrovými scénami. Jeho tvorba obsahuje i obrazy s historickými náměty včetně obrazů pro tehdy v Holandsku tajnou katolickou církev a množství portrétů, jako je Portrét Jana Pietersza Zomera, obchodníka s uměním v Amsterdamu.
Norbert van Bloemen nedosáhl stejného úspěchu jako jeho plodní bratři Pieter a Jan Frans, jejichž práce byly během jejich života vysoce ceněny a nyní jsou v prestižních mezinárodních sbírkách. Traduje se, že Norbert van Bloemen opustil Řím a Itálii právě z důvodu malého úspěchu.